# سنان الحسني
سنان الحسني (بالألبانية: Sinan Hasani‏) (و. 1922 – 2010 م) هو دبلوماسي، وكاتب من .
وهو عضو في رابطة شيوعيي يوغسلافيا .

## روابط خارجية
- سنان الحسني على موقع IMDb (الإنجليزية)
- سنان الحسني على موقع مونزينجر (الألمانية)